# Épaississant

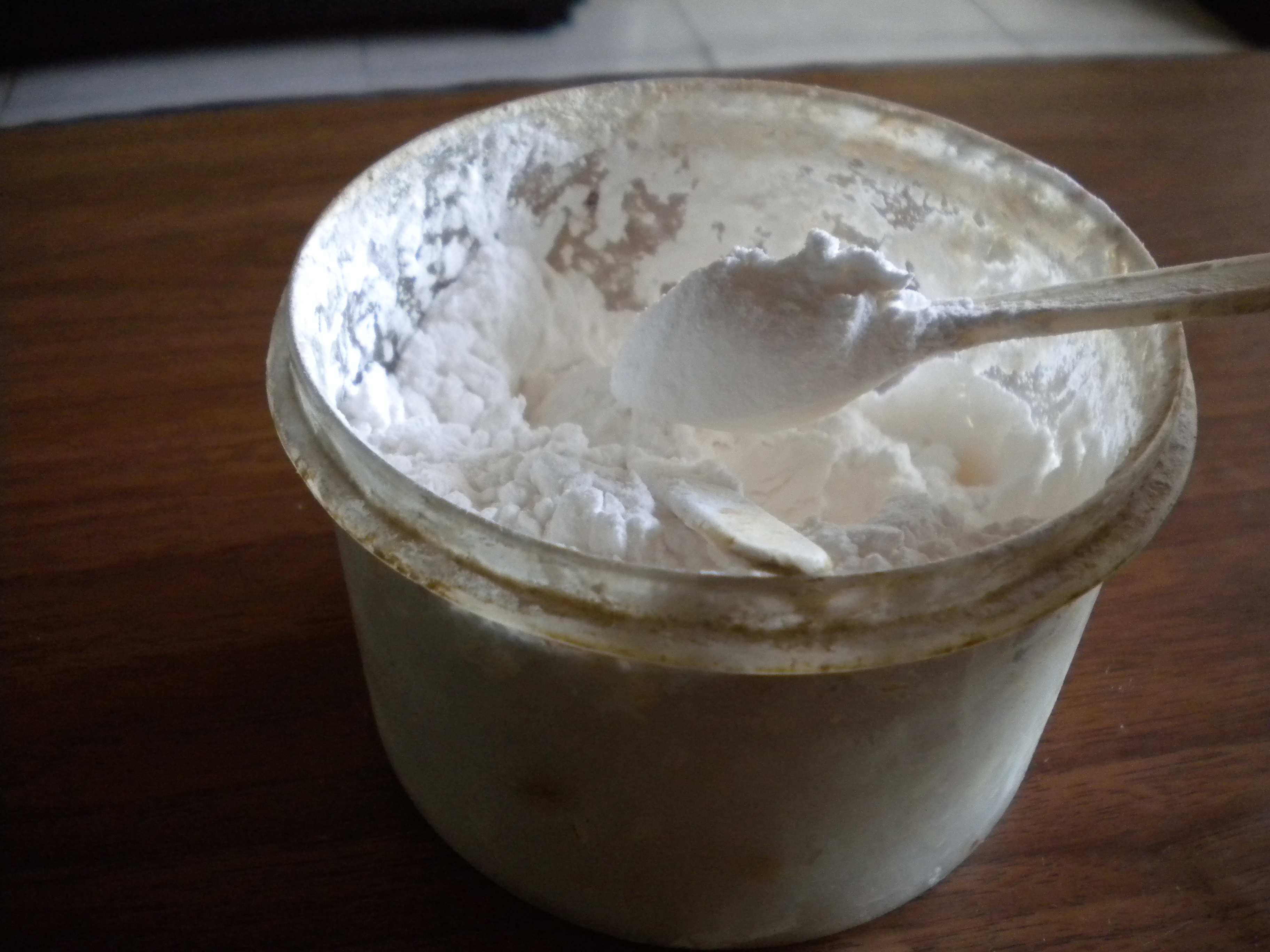
La fécule de pomme de terre peut être utilisée comme agent épaississant.

Un épaississant, appelé aussi agent épaississant, est un ingrédient utilisé pour réduire le caractère liquide de préparations alimentaires telles que les soupes, en augmentant leur viscosité.
Outre la fécule de maïs, la fécule de pomme de terre et la farine de blé, il existe d'autres ingrédients qui peuvent favoriser l'augmentation de l'épaisseur et la viscosité des aliments tels que les smoothies.